# Cattedrale di Santa Caterina (Goa)
La cattedrale di Santa Caterina (in portoghese: Sé Catedral de Santa Catarina) è la cattedrale dell'arcidiocesi di Goa e Damão e si trova nella città di Goa, in India.

## Storia
La cattedrale è stata costruita per commemorare la vittoria dei portoghesi guidati da Afonso de Albuquerque, che sconfissero l'esercito musulmano e conquistarono la città di Goa nel 1510, nel giorno della festa di Santa Caterina.
L'edificio venne realizzato per volere del governatore George Cabral, sui resti di una precedente struttura. La costruzione della chiesa iniziò nel 1562 sotto il regno di re Sebastiano del Portogallo e terminò nel 1619. La chiesa venne consacrata nel 1640.
In origine la chiesa aveva due torri, una è crollata nel 1776 e non è mai stata ricostruita.